# Гробно место и надгробни споменик Александре Анатолијне Розеншилд фон Паулин Сердјукове
Гробно место и надгробни споменик Александре Анатолијне Розеншилд фон Паулин Сердјукове налази се на Православном гробљу у насељу Будисава у Новом Саду.

## Опште информације
Споменик се налази на територији града Новог Сада и представља варијанту саркофага који су подизани припадницима средњковековних витешких редова. Ова грађевине представља надгробник аутентичног припадника Тевтонског реда, чији су преци још у временима настанка били иницирани у овај ред, а после је припадност Тевтонцима потврђивана наследно, преко мушких потомака.
Споменик је рад непознатог аутора, израђен по моделу са фотографије из публикације „Русски Некрополь”, аутора Н.Г. Пјотровског, објављене у Варшави, 1929. године. Надгробни споменик је изграђен од ружичастог терацо камена, на постаменту који чине две плоче од бетона и црно-белог терацо камена. Димензије споменика су : доња плоча постамента: 220 х 109 х 19 цм, горња плоча: 192 х 80 х 7 цм, димензије саркофага: 148 х 70 х 80 цм, гроњи део саркофага: 118 х 40 х 49 цм, на горњем делу је тролистни крст од сивог терацо-камена, димензија: 66 х 38 цм, на бочним странама се налазе две фасете, од којих је једна попуњена овалним мермерним каменом са натписом на руском језику, са подацима о Александри Анатолијној Розеншилд фон Паулин Серђуковој. На предњој, ужој страни саркофага је плоча од белог мермера, са уклесаним породичним племићким грбом Розеншилд фон Паулин порорице испод ког је уклесан тевтонски крст, а изнад њега је текст на руском језику са подацима о Анатолију Розеншилд фон Паулин.
Споменик је према подацима Завода за заштиту споменика културе града Новог Сада у солидном стању, са видљивим оштећењима, у виду пукотина и окрњености, насталим током година. Постојећи текстови су слабо читљиви. Граница споменика културе иде спољним ивицама самог гробног места и надгробног споменика Александре Анатолијне Розеншилд фон Паулин Серђукове на катастарској парцели број 1483 КО Будисава, а обухвата само гробно место и надгробни споменик Александре Анатолијне Розеншилд фон Паулин Серђукове на катастарској парцели број 1483 КО Будисава, у јавној својини.
Заштићена околина споменика културе обухвата простор од 40 цм около споменика културе, на катастарској парцели број 1483, КО Будисава, у јавној својини.
Александра Анатолијна Розеншилд фон Паулин Серђукова (1893-1978) је руска племкиња и једна од најзначајнијих представница интелектуалног дела „беле Русије”, која је после револуције и Грађанског рата, уточиште нашла у Краљевини СХС. Била је председник новосадског огранка руске Матице, аутор многобројних чланака и стручних радова на тему образовања, аутор књиге Хришћанство и савременост, и покретач многих активности руске колоније у Новом Саду.
Надгробни споменик је израђен и постављен почетком 30-их година 20. века. Првобитно се налазио на Успенском гробљу у Новом Саду, на гробу Анатолија Розеншилд фон Паулин, високог официра царске Русије, који је био у личној пратњи императора Николаја II и аутентични припадник Тевтонског реда, по мушкој наследној линији. Године 1978. надгробни споменик је пренет у Будисаву и постављен на гробно место његове ћерке Александре Анатолијне Розеншилд фон Паулин Серђукове.
Споменик културе је значајан пошто је по свом изгледу и симболици коју носи јединствен не само на подручју града Новог Сада, већ и у Републици Србији.